# Aspects économiques de l'atténuation du changement climatique

Les entreprises, les gouvernements et les ménages consacrent des sommes croissantes d'argent pour la transition énergétique,,.

L'économie de l’atténuation du changement climatique désigne l'analyse des aspects économiques de l’atténuation du changement climatique, c'est-à-dire des actions visant à limiter les conséquences sociales, économiques et environnementales du changement climatique.
L’atténuation du changement climatique repose sur deux stratégies principales : la réduction des émissions de gaz à effet de serre, comme le dioxyde de carbone, et la protection et réparation des puits de carbone qui absorbent les gaz à effet de serre, notamment la mer et les forêts.
Les aspects économiques de l’atténuation du changement climatique constituent un point central de discorde dont les considérations affectent considérablement l’action à tous les niveaux contre le changement climatique.

## Politiques et approches visant à réduire les émissions

### Valorisation du coût du carbone
La valorisation des coûts carbone est un système qui consiste à appliquer un prix aux émissions de carbone, pour en réduire les émissions. Les émetteurs de gaz à effet de serre payent donc un montant dépendant de leurs émissions, selon le principe pollueur-payeur. Ils sont donc encouragés économiquement à réduire leurs émissions.
Plusieurs méthodes permettent d'appliquer ce principe, comme les taxes carbone, les marchés des quotas carbone ou la finance verte.
Les taxes carbones sont appliquées au émetteurs en fonction de leurs émissions.
Les taxes carbone permettent de définir un prix pour l'émission d'une unité de dioxyde de carbone, mais elles ne permettent pas de définir la quantité totale d'émissions. À l'inverse, les marchés des quotas carbone permettent de définir la quantité d'émissions autorisée, mais elle ne définit pas le prix du carbone, qui varie. Définir le prix du carbone permet d'y inclure les couts des dégâts provoqués par la pollution.
Il existe presque un consensus sur le fait que la taxe carbone est la méthode la moins chère pour apporter une réponse substantielle et rapide au changement climatique et aux émissions de carbone. L’une des questions centrales est de savoir comment les nouvelles taxes collectés seront redistribués.

### Décroissance
Il existe un débat sur le besoin potentiellement critique de nouvelles méthodes de comptabilité économique. Le produit intérieur brut est considéré comme un indicateur économique limité, voire pas adapté à l'analyse de l'économie actuelle,.
Les cultures et économies favorisent la croissance et l'affluence, qui sont liées à l'augmentation des émissions de CO2.
Deux analyses différentes de ce problème existent : la décroissance et le découplage,.
La décroissance est parfois critiquée par peur qu'elle soit associée à une baisse du niveau de vie et à des mesures d'austérité. Pourtant, nombre de ses partisans appellent plutôt à continuer de développer les biens publics,. En effet, une économie dans laquelle la réduction des dépenses en terme d'armement et de combustible fossile compense la croissance dans les domaines de l'éducation, des transports publics et de la santé est décroissante. Une économie décroissante peut améliorer le bien-être. Les partisans de la décroissance appellent à faire de la santé humaine un objectif en tant que tel de l'économie, plutôt que de la considérer comme un moyen de créer de la croissance,,. À cette fin, le développement de technologies et la réduction de la demande, notamment par la réduction du temps de travail ou la promotion de la sobriété, sont considérées comme importantes,.

## Évaluation des coûts et des avantages

### PIB
Les coûts des politiques d’atténuation et d’adaptation peuvent être mesurés en pourcentage du PIB. Le problème de cette méthode d’évaluation des coûts est que le PIB est une mesure imparfaite du bien-être (p478). Il existe des externalités dans l’économie qui signifient que certains prix ne reflètent véritablement leurs coûts sociaux.
Des corrections peuvent être apportées aux estimations du PIB pour tenir compte de ces problèmes, mais elles sont difficiles à calculer. En réponse à ce problème, d’autres méthodes ont été proposées. Par exemple, la Conférence des Nations unies sur l'environnement et le développement a élaboré un système de comptabilité « verte » du PIB et une liste d’indicateurs de développement durable .

### Niveau de référence
Le niveau de référence des émissions est défini comme le niveau d'émissions qui se produiraient en l’absence d’intervention politique. La définition du scénario de référence est essentielle dans l’évaluation des coûts d’atténuation(p469) ainsi que du potentiel de réduction des émissions.
Plusieurs scénarios de référence sont utilisés, dont les scénarios « efficaces » et « business-as-usual » (BAU). Dans le scénario efficace, toutes les ressources sont utilisées efficacement. Dans le scénario BAU, les tendances de développement futures suivent celles du passé et aucun changement politique n’a lieu. Le scénario BAU est souvent associé à des émissions élevées de gaz à effet de serre et peut refléter la poursuite des politiques actuelles de subventions énergétiques ou d'autres défaillances du marché.

### Éléments auxiliaires
Les politiques d'atténuations impliquent des effets secondaires dont l'inclusion dans les études peut influencer l'estimation des coûts d'atténuation(p455). La réduction des coûts liés à la mortalité et à la morbidité constitue un avantage majeur de l’atténuation. Cet avantage est associé à une utilisation réduite des combustibles fossiles, entraînant une diminution de la pollution de l’air. Il pourrait ainsi constituer à lui seul un avantage supérieur au coût des politiques d'atténuations(p48). Il peut également y avoir des frais auxiliaires.

### Stratégies «sans regret»
Les stratégies « sans regret » consistent en des actions préventives immédiates en réponse au changement climatique futur et à son impact sur les populations humaines. Elles peuvent être appliquées sans savoir exactement ce à quoi le changement climatique ressemblera dans le futur. Elles sont à la fois utilisées pour atténuer le changement climatique et pour s'y adapter,.
Selon une étude parue en 2020 dans Nature Climate Change, les avantages de l'élimination de la combustion du charbon dépassent ses coûts, y compris en ne considérant que les avantages à l'échelle nationale (sans donc considérer les bénéfices dus à l'atténuation mondiale du changement climatique) mais en intégrant le coût des externalités— coûts de santé et de diminution de la biodiversité — ; il s'agit ainsi, selon les auteurs, d'une stratégie « sans regret »,. De même, l'amélioration des aménagements cyclables est soit gratuit, soit bénéfique pour l'économie d'un pays dans son ensemble.

### Valeur de l'action climat
En France, la commission Quinet est chargée de chiffrer la valeur des efforts à engager pour décarboner l'économie française, autrement dit le bénéfice pour la société apporté par une tonne de CO2 évitée. Cette valeur est estimée en 2025 à 256 euros en 2025, 300 euros en 2030 et 563 euros en 2050. L'évaluation du coût d'abattement d'une tonne de CO2 parmi les différentes actions de décarbonation possibles permet de choisir les actions les plus rentables : les pompes à chaleur, dont le coût d'abattement est de 125 euros par tonne de CO2 évitée, sont parmi les plus rentables ; l'achat d'un véhicule électrique également (220 à 275 euros par tonne de CO2 évitée pour une citadine). Par contre, les véhicules à hydrogène ou le biométhane ne sont pas rentables, leur coût d'abattement étant largement supérieur à la valeur de l'action climat.

## Obstacles économiques à l'atténuation du changement climatique
Les composantes économiques comme la bourse des valeurs sous-estiment les avantages sociaux de l'atténuation du changement climatique, ou ne sont pas capable de les évaluer. Le changement climatique est en grande partie une externalité,,.
Les décisions des consommateurs peuvent être affectées par des politiques, comme l'éducation éthique des consommateurs, les choix disponibles, la politique des transports, les politiques de transparence des produits,,, et les politiques économiques de plus grande envergure qui facilitent les transferts d'emplois à grande échelle,.